# Silnice II/306
Silnice II/306 je silnice II. třídy, která vede ze Skutče do Dřevše. Je dlouhá 5,5 km. Prochází jedním krajem a jedním okresem.

## Vedení silnice

### Pardubický kraj, okres Chrudim
- Skuteč (křiž. II/358, III/3065, III/3064)
- Prosetín (křiž. III/3061)
- Mokrýšov
- Dřeveš (křiž. II/355, III/33773)